# Rick Hollander

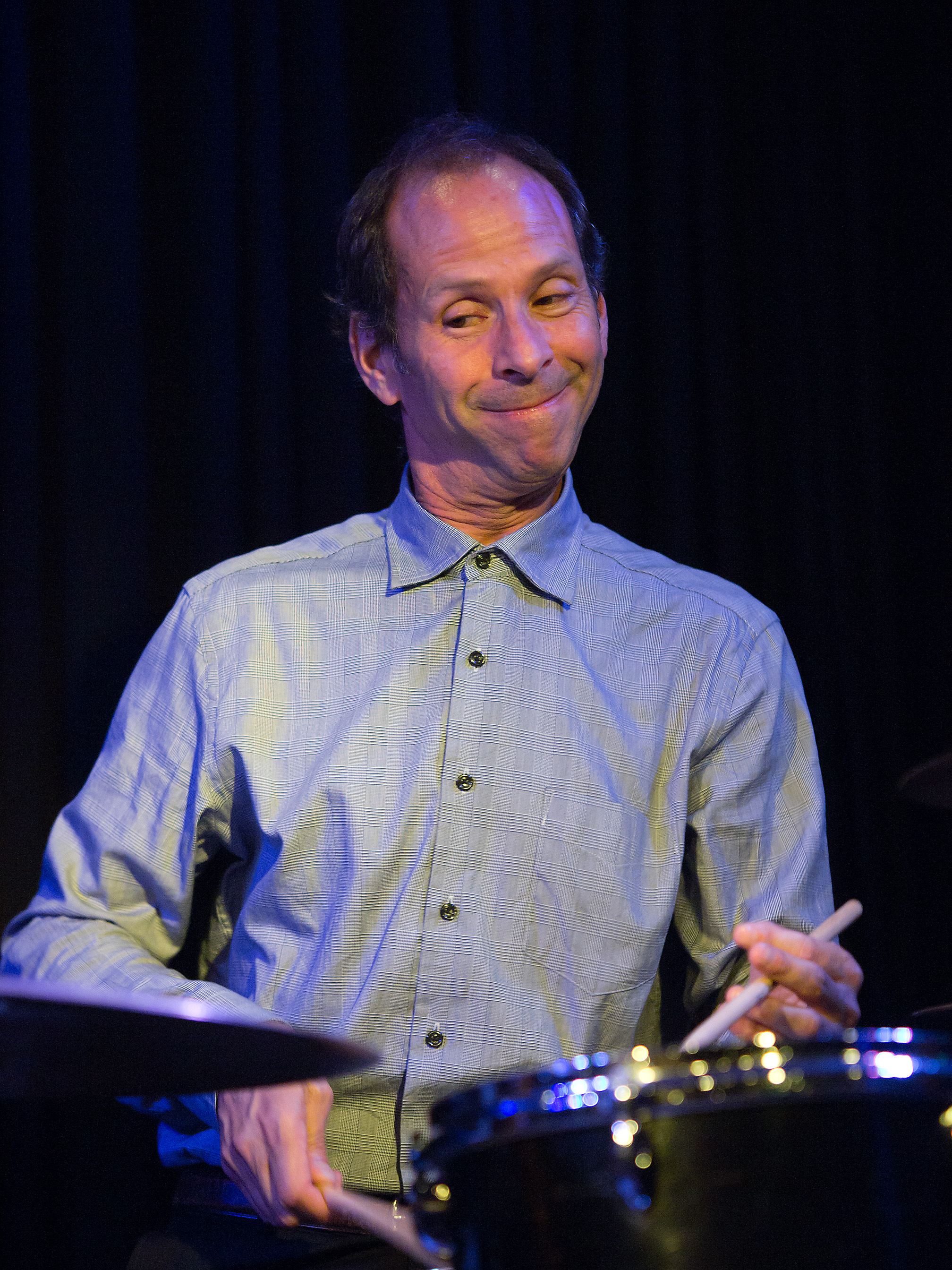
Rick Hollander im Jazzclub Unterfahrt (München 2011)

Richard Brian „Rick“ Hollander (* 16. November 1956 in Detroit) ist ein amerikanischer Musiker (Schlagzeuger, Pianist und Komponist) des Modern Jazz.

## Leben und Wirken
Hollander begann mit neun Jahren mit dem Schlagzeug, studierte Musiktheorie und Komposition am „Oakland Community College“ in seiner Heimatstadt und hatte Privatunterricht bei Gene Stewart und Roy Brooks. 1979 zog er nach New York City, wo er mit Woody Shaw, Robin Eubanks, Arnett Cobb, Rufus Reid, Tim Hagans, Steve Grossman und Roy Hargrove arbeitete. Seit Mitte der 1980er Jahre arbeitet er mit eigenen Gruppen, mit denen er auch auf dem Monterey Jazz Festival und dem North Sea Jazz Festival konzertierte und mehrere Alben vorlegte. 1987 zog er nach Europa, 1991 nach München, wo er bis heute lebt. Mit seinem Quartett interpretierte er zuletzt auch Songs der Beatles als „Sgt. Pepper's Lonely Hearts Club Band.“
Hollander arbeitete zudem als Schlagzeuger in den Gruppen von Hermann Breuer, Peter Tuscher, Michael Arlt, Johannes Herrlich, Steve Houben und Walter Lang. Er wirkte zudem an Einspielungen von Larry Porter, Ludwig Seuss, Beate Kittsteiner, Melanie Bong, Herbert Noord, Jason Seizer, Nathalie Loriers, Conte Candoli und Charles Loos/André Donni mit.

## Preise und Auszeichnungen
1990 gewann Hollander mit seinem Quartett den „European Jazz Contest“ in Hoeilaart/Belgien.

## Diskographische Hinweise
- Out Here (1991)
- Accidental Fortune (Concord 1992, mit Tim Armacost, Walter Lang, Will Woodward)
- Once Upon a Time (Concord, 1994)
- What a Time It Was! (Nagel-Heyer Records 2010, mit Jason Seizer, Walter Lang, Filip Wiśniewski, Martin Zenker)
- Rick Hollander Quartet feat. Brian Levy: On the Up and Up (Laika 2016, mit Paul Brändle, Will Woodward)
- Rick Hollander Quartet feat. Brian Levy: Sgt. Pepper’s Lonely Hearts Club Band (Laika 2022, mit Paul Brändle, Matt Adomeit)

## Lexigraphische Einträge
- Martin Kunzler: Jazz-Lexikon. Band 1: A–L. (= rororo-Sachbuch. Band 16512). 2. Auflage. Rowohlt, Reinbek bei Hamburg 2004, ISBN 3-499-16512-0.